# Муртазалиев, Халид Асхабалиевич
Халид Асхабалиевич Муртазалиев (род. 15 июля 1993 года, с. Игали, Гумбетовский район, Дагестан) — российский боец смешанных единоборств, представитель средней весовой категории. Выступает на профессиональном уровне с 2013 года, известен по участию в турнирах Fight Nights Global, M-1 Global. Боец Bellator.

## Биография
Халид Муртазалиев родился 15 июля 1993 года в селе Игали Гумбетовского района, Республика Дагестан.

### Профессиональная карьера в ММА
В смешанных единоборствах выступает, начиная с 2013 года, в том же году дебютировал на турнире «M-1 Global — M-1 Fighter 3: Elimination Round», где ему противостоял Алексей Горбатюк. Муртазалиев отправил Горбатюка в технический нокаут в первом же раунде.
Тренируется в клубе «Крепость». Побеждал таких бойцов смешанных единоборств, как: Магомед Мутаев, Си Би Долловэй, Гжегож Чиви.
15 сентября 2018 года дебютировал на первом в истории турнире организации UFC в России и выиграл техническим нокаутом у представителя США Си Би Долловэя.

## Статистика ММА
| Боёв 18         | Побед 15 | Поражений 3 |
| --------------- | -------- | ----------- |
| Нокаутом        | 12       | 1           |
| Сдачей          | 0        | 0           |
| Решением        | 3        | 2           |
| Ничьи           | 0        | 0           |
| Не состоявшихся | 0        | 0           |

| Результат | Рекорд | Соперник           | Способ                                                 | Турнир                                       | Дата             | Раунд | Время | Место                       | Примечание                                               |
| --------- | ------ | ------------------ | ------------------------------------------------------ | -------------------------------------------- | ---------------- | ----- | ----- | --------------------------- | -------------------------------------------------------- |
| Победа    | 17-3   | Тони Джонсон       | Решением (единогласным)                                | Bellator 292                                 | 10 марта 2023    | 3     | 5:00  | Сан-Хосе, Калифорния, США   |                                                          |
| Победа    | 16-3   | Хаджимурат Бестаев | Техническим нокаутом (удары)                           | Bellator 286                                 | 1 октября 2022   | 2     | 3:02  | Лонг-Бич, Калифорния, США   |                                                          |
| Поражение | 15-3   | Энтони Адамс       | Решением (единогласным)                                | Bellator 266: Дэвис — Ромеро                 | 18 сентября 2021 | 3     | 5:00  | Сан-Хосе, Калифорния, США   |                                                          |
| Победа    | 15-2   | Фабио Агуйар       | Решением (единогласным)                                | Bellator 255: Питбуль — Санчес 2             | 2 апреля 2021    | 3     | 5:00  | Анкасвилл, Коннектикут, США |                                                          |
| Победа    | 14-2   | Си Би Долловэй     | Техническим нокаутом (удары)                           | UFC Fight Night 136: Хант — Олейник          | 15 сентября 2018 | 2     | 5:00  | Москва, Россия              |                                                          |
| Победа    | 13-2   | Алексей Сидоренко  | Решением (единогласным)                                | FNG Fight Nights Global 87                   | 19 мая 2018      | 3     | 5:00  | Ростов-на-Дону, Россия      |                                                          |
| Победа    | 12-2   | Гжегож Чиви        | Техническим нокаутом (удары)                           | FNG Fight Nights Global 82                   | 16 декабря 2017  | 1     | 4:31  | Москва, Россия              |                                                          |
| Поражение | 11-2   | Абусупиян Алиханов | Нокаутом (удар)                                        | FNG Fight Nights Global 66                   | 21 мая 2017      | 4     | 0:55  | Махачкала, Дагестан, Россия | Бой за титул чемпиона Fight Nights Global в среднем весе |
| Победа    | 11-1   | Сергей Калинин     | Техническим нокаутом (удар ногой в корпус и добивание) | EFN Fight Nights Global 54                   | 16 ноября 2016   | 1     | 3:20  | Ростов-на-Дону, Россия      |                                                          |
| Победа    | 10-1   | Эдилсон Франка     | Техническим нокаутом (удары)                           | EFN — Fight Nights Global 48                 | 26 мая 2016      | 1     | 4:49  | Москва, Россия              |                                                          |
| Победа    | 9-1    | Сергей Губин       | Техническим нокаутом (удары)                           | EFN — Fight Nights Moscow                    | 11 декабря 2015  | 1     | 2:51  | Москва, Россия              |                                                          |
| Поражение | 8-1    | Абусупиян Алиханов | Решением (единогласным)                                | Fight Nights — Battle of Moscow 19           | 11 июня 2015     | 3     | 5:00  | Москва, Россия              |                                                          |
| Победа    | 8-0    | Алексей Серяков    | Техническим нокаутом (удары)                           | Fight Nights — Fight Club 7                  | 16 мая 2015      | 2     | 3:23  | Москва, Россия              |                                                          |
| Победа    | 7-0    | Артур Тюльпаров    | Техническим нокаутом (удары)                           | Fight Nights — Fight Club 3                  | 19 марта 2015    | 1     | 2:07  | Москва, Россия              |                                                          |
| Победа    | 6-0    | Павел Катрунов     | Решением (единогласным)                                | Russian MMA Union — New Horizons Grand Final | 22 ноября 2014   | 2     | 5:00  | Минск, Белоруссия           |                                                          |
| Победа    | 5-0    | Магомед Мутаев     | Нокаутом (удары)                                       | M-1 Global M-1 Fighter 3 Finale              | 15 декабря 2013  | 2     | 3:46  | Москва, Россия              |                                                          |
| Победа    | 4-0    | Георгий Кекелия    | Техническим нокаутом (удары)                           | M-1 Global M-1 Fighter 3                     | 31 октября 2013  | 1     | 2:28  |                             |                                                          |
| Победа    | 3-0    | Магомед Альдиев    | Техническим нокаутом (удары)                           | M-1 Global M-1 Fighter 3                     | 31 октября 2013  | 2     | 3:18  |                             |                                                          |
| Победа    | 2-0    | Руслан Ваcильев    | Техническим нокаутом (удары)                           | M-1 Global M-1 Fighter 3: Quarterfinals      | 18 июля 2013     | 1     | 2:40  | Москва, Россия              |                                                          |
| Победа    | 1-0    | Алексей Горбатюк   | Техническим нокаутом (удары)                           | M-1 Global M-1 Fighter 3: Elimination Round  | 27 июня 2013     | 1     | 1:22  | Москва, Россия              | Дебют в ММА                                              |

## Спортивные достижения
- Чемпион России по ММА — ;
- Чемпион мира по ММА — ;
- Чемпион ЮФО по грэпплингу — ;
- Чемпион ЮФО по панкратиону — ;
- Чемпион России по киокушинкай-каратэ — ;
- Победитель 3-го сезона М-1 Fighter;
- Победитель 4-го сезона М-1 Fighter.